# Misato Nakamura
Misato Nakamura (jap. 中村美里 Nakamura Misato; * 28. April 1989 in Hachiōji) ist eine ehemalige japanische Judoka. Sie gewann zwei olympische Medaillen und war dreimal Weltmeisterin.

## Karriere
Die 1,57 m große Misato Nakamura siegte 2003 und 2005 bei den U20-Asienmeisterschaften. 2006 gewann sie Im Extraleichtgewicht eine Bronzemedaille bei den Asienspielen in Doha. Bei den Olympischen Spielen 2008 in Peking siegte Nakamura im Achtelfinale des Halbleichtgewichts gegen die Deutsche Romy Tarangul und im Viertelfinale gegen die Belgierin Ilse Heylen. Im Halbfinale unterlag sie der Nordkoreanerin An Kum-ae. Im Kampf um eine Bronzemedaille besiegte sie die Südkoreanerin Kim Kyung-ok. 2009 gewann sie bei den Weltmeisterschaften in Rotterdam das Finale gegen die Kubanerin Yanet Bermoy. Schon vor den Weltmeisterschaften hatte sie das Grand-Slam-Turnier in Moskau gewonnen, Ende 2009 siegte sie beim Grand-Slam-Turnier in Tokio, Anfang 2010 gewann sie das Turnier in Paris und im Mai das in Rio de Janeiro. Bei den Weltmeisterschaften 2010 unterlag sie im Finale ihrer Landsfrau Yuka Nishida. Zwei Monate später gewann sie bei den Asienspielen in Guangzhou mit einem Finalsieg über die Mongolin Mönchbaataryn Bundmaa.
Bei den Weltmeisterschaften 2011 in Paris besiegte sie im Achtelfinale die Nordkoreanerin An Kum-ae, im Viertelfinale die Russin Natalja Kusjutina und im Halbfinale die Spanierin Ana Carrascosa. Im Finale trafen mit Nakamura und Nishida zwei Japanerinnen aufeinander, Nakamura gewann ihren nach 2009 zweiten Titel. Im Jahr darauf schied Nakamura bei den Olympischen Spielen 2012 in London im Achtelfinale gegen An Kum-ae aus.
2014 gewann Nakamura das Grand-Slam-Turnier in Tjumen. Bei den Asienspielen 2014 in Incheon siegte die Japanerin im Finale gegen Gülbadam Babamyratowa aus Turkmenistan. Drei Tage gewannen die Japanerinnen den Mannschaftswettbewerb. Im Jahr darauf gewann Nakamura bei den Weltmeisterschaften in Astana das Finale gegen die Rumänin Andreea Chițu und damit ihren dritten Weltmeistertitel. Fünf Tage später siegten die Japanerinnen auch im Teamwettbewerb. Bei ihrer dritten Olympiateilnahme 2016 in Rio de Janeiro bezwang Nakamura im Viertelfinale Natalja Kusjutina. Im Halbfinale unterlag sie der Kosovarin Majlinda Kelmendi. Im Kampf um Bronze besiegte sie die Brasilianerin Érika Miranda.